# Белльмунд
Белльмунд (нім. Bellmund) — громада  в Швейцарії в кантоні Берн, адміністративний округ Біль.

## Географія
Громада розташована на відстані близько 24 км на північний захід від Берна.
Белльмунд має площу 3,8 км², з яких на 14,9% дозволяється будівництво (житлове та будівництво доріг), 51,8% використовуються в сільськогосподарських цілях, 33% зайнято лісами, 0,3% не є продуктивними (річки, льодовики або гори).

## Демографія
2019 року в громаді мешкало 1682 особи (+14,8% порівняно з 2010 роком), іноземців було 8%. Густота населення становила 444 осіб/км².
За віковим діапазоном населення розподілялося таким чином: 22,8% — особи молодші 20 років, 58,9% — особи у віці 20—64 років, 18,3% — особи у віці 65 років та старші. Було 671 помешкань (у середньому 2,5 особи в помешканні).
Із загальної кількості 272 працюючих 30 було зайнятих в первинному секторі, 105 — в обробній промисловості, 137 — в галузі послуг.